# La Turballe
La Turballe (bret. An Turball) to miejscowość i gmina we Francji, w regionie Kraj Loary, w departamencie Loara Atlantycka.
Według danych na rok 2010 gminę zamieszkiwały 4582 osoby, a gęstość zaludnienia wynosiła 247 osób/km².